# Teresa del Niño Jesús y de San Juan de la Cruz
Eusebia García García (Mochales, 5 de marzo de 1909-Guadalajara, 24 de julio de 1936), más conocida por su nombre religioso Teresa del Niño Jesús y de San Juan de la Cruz, fue una monja carmelita descalza mártir durante la persecución religiosa en tiempos de la Guerra Civil de España. Es venerada como beata en la Iglesia católica.

## Biografía
Eusebia García García nació en Mochales, provincia de Guadalajara (España el 5 de marzo de 1909. Sus padres fueron Juan y Eulalia García. Fue criada por su tío sacerdote y estudió en el colegio de las ursulinas. Después de leer la obra de Teresa de Lisieux, Historia de un Alma, Eusebia decidió entrar en la Orden de las Carmelitas Descalzas de Guadalajara. Recibió el hábito el 4 de noviembre de 1925, cambiando su nombre por Teresa del Niño Jesús y de San Juan de la Cruz. Profesó sel 7 de noviembre de 1926.
Durante la persecución religiosa, en el contexto de la Guerra Civil de España, Teresa fue acribillada a tiros cerca del cementerio de Guadalajara, por milicianos del bando republicano, el 24 de julio de 1936. Ese mismo día y en el mismo evento, padecieron el martirio otras dos religiosas de su comunidad, María Ángeles de San José y María Pilar de San Francisco de Borja.Por ello las tres son conocidas como las mártires y beatas de Guadalajara.

## Culto
Desde el mismo de día de su martirio, las carmelitas y los familiares de las tres religiosas mártires hicieron lo posible por conservar informaciones sobre el martirio de Teresa y sus compañeras. Las veneraron como mártires de la fe, justo el mismo día en que el Carmelo celebra la memoria de las mártires de Compiègne.
Teresa del Niño Jesús García fue beatificada el 1 de marzo de 1987 por el papa Juan Pablo II, junto con sus dos compañeras María Ángeles y María Pilar, siendo las primeras beatas de los numerosos mártires que murieron por su fe durante la Guerra Civil de España del siglo XX.
Las reliquias de Teresa y sus compañeras se veneran en la iglesia del convento de San José de las carmelitas descalzas de Guadalajara, en un altar frente al coro bajo del monasterio. Su fiesta se celebra el 6 de noviembre y su memoria es recordada en el martirologio romano el 24 de julio, día de su martirio.